# Tiro com arco nos Jogos Paralímpicos de Verão de 2012 - Recurvo por equipes femininas
As provas de arco recurvo por equipes femininas do tiro com arco nos Jogos Paralímpicos de Verão de 2012 foram disputadas entre os dias 30 de agosto e 5 de setembro no The Royal Artillery Barracks, em Londres. Participaram desta prova equipes nacionais formadas por atletas de diferentes classes, como ST, W1 e W2.

## Medalhistas
|  | KOR Coreia do Sul                     |  | CHN China                           |  | IRI Irã                                            |
|  | Kim Ran-Sook Ko Hee-Sook Lee Hwa-Sook |  | Gao Fangxia Xiao Yanhong Yan Huilan |  | Razieh Shir Mohammadi Zahra Javanmard Zahra Nemati |

## Equipes
| Atleta       | Classe |
| ------------ | ------ |
| Gao Fangxia  | ST     |
| Xiao Yanhong | W2     |
| Yan Huilan   | ST     |

| Atleta          | Classe |
| --------------- | ------ |
| Lenka Kuncová   | W2     |
| Markéta Sidková | W2     |
| Miroslava Cerna | W2     |

| Atleta         | Classe |
| -------------- | ------ |
| Kate Murray    | W1     |
| Leigh Walmsley | ST     |
| Sharon Vennard | ST     |

| Atleta                | Classe |
| --------------------- | ------ |
| Razieh Shir Mohammadi | ST     |
| Zahra Javanmard       | ST     |
| Zahra Nemati          | W2     |

| Atleta           | Classe |
| ---------------- | ------ |
| Elisabetta Mijno | W2     |
| Mariangela Perna | W2     |
| Veronica Floreno | W2     |

| Atleta       | Classe |
| ------------ | ------ |
| Kim Ran-Sook | ST     |
| Ko Hee-Sook  | W2     |
| Lee Hwa-Sook | ST     |

| Atleta            | Classe |
| ----------------- | ------ |
| Gizem Girişmen    | W2     |
| Hatice Bayar      | W2     |
| Özlem Hacer Kalay | W2     |

## Resultados

### Fase de qualificação
| Pos. | País                | Atletas                                            | Pontos |
| ---- | ------------------- | -------------------------------------------------- | ------ |
| 1    | CHN China           | Gao Fangxia Xiao Yanhong Yan Huilian               | 1714   |
| 2    | IRI Irã             | Razieh Shir Mohammadi Zahra Javanmard Zahra Nemati | 1646   |
| 3    | KOR Coreia do Sul   | Kim Ran-Sook Ko Hee-Sook Lee Hwa-Sook              | 1639   |
| 4    | ITA Itália          | Elisabetta Mijno Mariangela Perna Veronica Floreno | 1585   |
| 5    | TUR Turquia         | Gizem Girişmen Hatice Bayar Özlem Hacer Kalay      | 1568   |
| 6    | GBR Grã-Bretanha    | Kate Murray Leigh Walmsley Sharon Vennard          | 1549   |
| 7    | CZE República Checa | Lenka Kuncová Markéta Sidkove Miroslava Cerna      | 1413   |

### Fase eliminatória
|  | Quartas de final | Quartas de final  | Quartas de final |                   |     | Semifinais        | Semifinais | Semifinais |                     |                     | Final               | Final               | Final |
|  |                  |                   |                  |                   |     |                   |            |            |                     |                     |                     |                     |       |
|  |                  |                   |                  |                   |     |                   |            |            |                     |                     |                     |                     |       |
|  |                  |                   |                  |                   |     |                   |            |            |                     |                     |                     |                     |       |
|  |                  | 1                 | CHN China        | 192               |     |                   |            |            |                     |                     |                     |                     |       |
|  |                  |                   |                  | 192               |     |                   |            |            |                     |                     |                     |                     |       |
|  |                  |                   | 4                | ITA Itália        | 188 |                   |            |            |                     |                     |                     |                     |       |
|  | 5                | TUR Turquia       | 4                | ITA Itália        | 188 | 175               |            |            |                     |                     |                     |                     |       |
|  | 5                | TUR Turquia       |                  |                   |     | 175               |            |            |                     |                     |                     |                     |       |
|  | 4                | ITA Itália        | 183              |                   |     |                   |            |            |                     |                     |                     |                     |       |
|  |                  |                   |                  |                   |     |                   |            |            |                     |                     | 1                   | CHN China           | 193   |
|  |                  |                   | 3                | KOR Coreia do Sul | 199 |                   |            |            |                     |                     |                     |                     |       |
|  | 3                | KOR Coreia do Sul | 188              |                   |     |                   |            |            |                     |                     |                     |                     |       |
|  | 6                | GBR Grã-Bretanha  | 153              |                   |     |                   |            |            |                     |                     |                     |                     |       |
|  | 6                | GBR Grã-Bretanha  | 153              |                   | 3   | KOR Coreia do Sul | 192        |            | Disputa pelo bronze | Disputa pelo bronze | Disputa pelo bronze | Disputa pelo bronze |       |
|  |                  |                   |                  |                   | 3   | KOR Coreia do Sul | 192        |            | Disputa pelo bronze | Disputa pelo bronze | Disputa pelo bronze | Disputa pelo bronze |       |
|  |                  |                   | 2                | IRI Irã           | 186 |                   |            |            |                     |                     |                     |                     |       |
|  | 7                | CZE Chéquia       | 2                | IRI Irã           | 186 | 167               |            | 4          | ITA Itália          | 184                 |                     |                     |       |
|  | 7                | CZE Chéquia       |                  |                   |     | 167               |            | 4          | ITA Itália          | 184                 |                     |                     |       |
|  | 2                | IRI Irã           | 189              |                   |     |                   |            |            |                     |                     | 2                   | IRI Irã             | 188   |

Legenda
| Recorde mundial      | Recorde mundial (World record)               |                       | Recorde africano                      | Recorde africano (African) |                                           | Q | Classificado por posição (Qualified) |
| Recorde paralímpico  | Recorde paralímpico (Paralympic record)      | Recorde da América    | Recorde da América (Americas)         | q                          | Classificado por melhor tempo (Qualified) |   |                                      |
| Melhor marca do ano  | Melhor marca do ano (World leading)          | Recorde asiático      | Recorde asiático (Asian)              | DNS                        | Não largou (Did not start)                |   |                                      |
| Recorde nacional     | Recorde nacional (National record)           | Recorde europeu       | Recorde europeu (European)            | DNF                        | Não terminou (Did not finish)             |   |                                      |
| Recorde pessoal      | Recorde pessoal do atleta (Personal best)    | Recorde da Oceania    | Recorde da Oceania (Oceania)          | DSQ / DQ                   | Desclassificado (Disqualified)            |   |                                      |
| Recorde da temporada | Recorde da temporada do atleta (Season best) | Recorde sul-americano | Recorde sul-americano (South America) | NM                         | Sem marca (No mark)                       |   |                                      |